# Kent (hudební skupina)
Kent byla švédska rocková skupina, založená v roce 1990 v Eskilstuně. Kent měli od přelomového singlu Kräm (så nära får ingen gå) ve Švédsku již několik úspěšných hitů.
V současnosti patří mezi nejpopulárnější rockové skupiny ve Švédsku, i když mimo Skandinávie jsou neznámi. Kent se v krátkosti pokusili prorazit taky na mezinárodní scéně s anglickými verzemi alb Isola a Hagnesta Hill. K druhému z uvedených uspořádali turné po USA, ovšem očekávaný úspěch se nedostavil, a tak se skupina dalších pokusů vzdala a pokračovala ve své skandinávské kariéře. Kent prodali přes 1 milión alb.

## Členové skupiny
- Joakim Berg – vokály, kytara
- Martin Sköld – basa, klávesy
- Markus Mustonen – bicí, doprovodné vokály, klávesy, piano
- Sami Sirviö – sólová kytara, klávesy

## Diskografie
- Kent (1995)
- Verkligen (1996)
- Isola (1997)
- Isola (anglicky) (1998)
- Hagnesta Hill (1999)
- Hagnesta Hill (anglicky) (2000)
- B-sidor 95-00 (2000)
- Vapen & ammunition (2002)
- Du & jag döden (2005)
- Tillbaka till samtiden (2007)
- Röd (2009)
- En plats i solen (2010)
- Jag är inte rädd för mörkret (2012)
- Tigerdrottningen (2014)
- Då som nu för alltid (2016)